# Катрушенко Іван Гордійович
Іван Гордійович Катрушенко (нар. 18 квітня 1925, Нижнє — пом. 12 березня 2012) — український художник; член Спілки радянських художників України з 1966 року. Батько художника Володимира Катрушенка.

## Біографія
Народився 18 квітня 1925 року в селі Нижньому (нині селище міського типу Сєвєродонецького району Луганської області). Брав участь у німецько-радянській війні, отримав тяжкі поранення. Член ВКП(б) з 1949 року.
Упродовж 1948—1953 років навчався у Львівському інституті прикладного та декоративного мистецтва (викладачі Семен Лазеба, Роман Сельський, Микола Федюк, Григорій Смольський). Дипломна робота — ілюстрації і оформлення роману «Молода гвардія» Олександра Фадєєва (керівник Семен Лазеба).
У 1953—1963 роках — науковий співробітник Музею українського мистецтва у Львові; у 1963—1965 роках — старший викладач Львівського інституту прикладного та декоративного мистецтва. Жив у Львові, в будинку на вулиці Тернопільській, № 1 а, квартира № 29 та в будинку на вулиці Сигнівці, № 11, квартира № 85. 

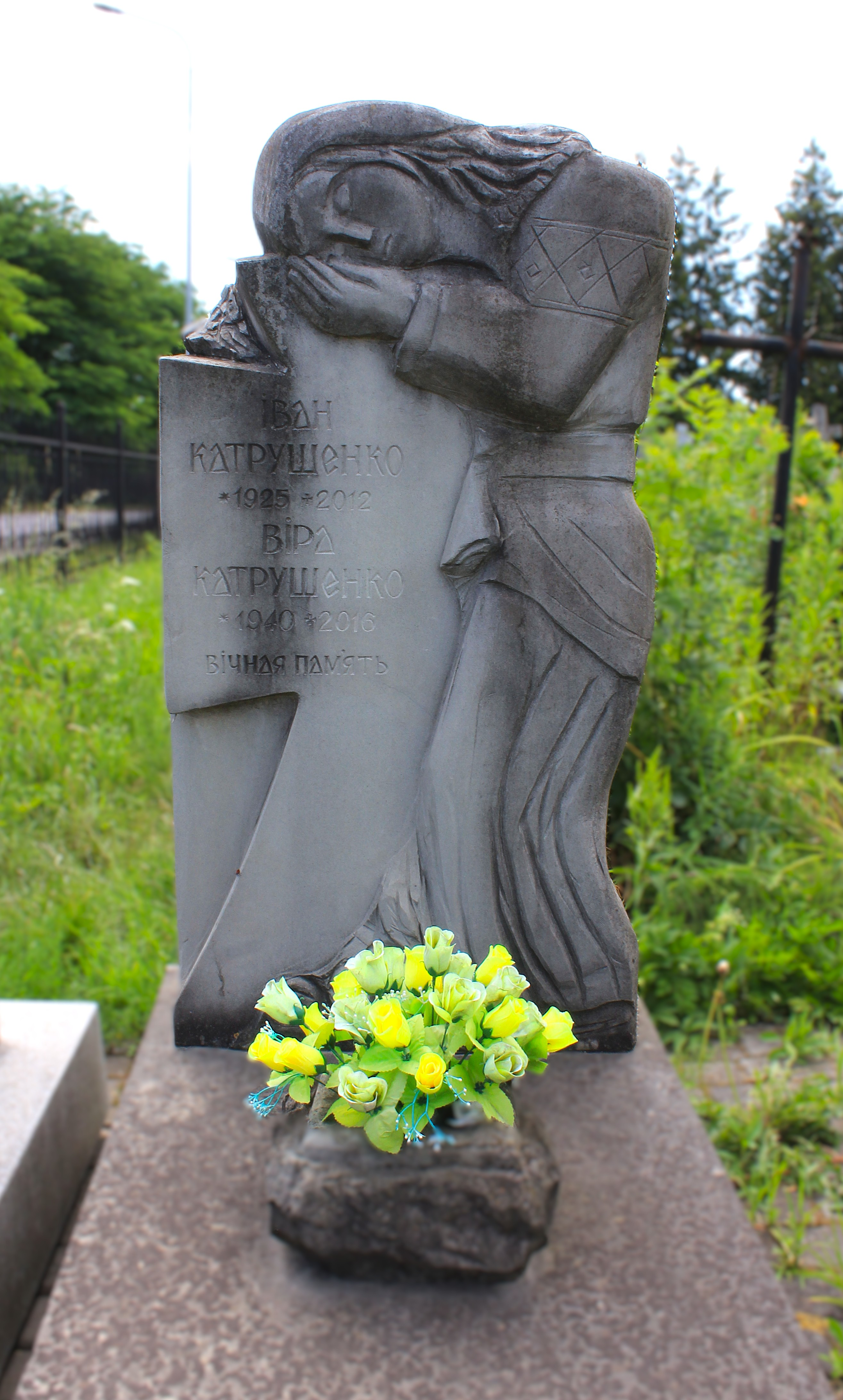
Надгробок художника І.Катрушенка.

Помер у Львові 12 березня 2012 року. Похований на Лисиничівському  цвинтарі.На могилі встановлено пам’ятник роботи скульптора Ярослава Мотики.

## Творчість
Працював у галузі станкової та книжкової графіки, плаката, переважно в техніці ліногравюри. Серед робіт:
- графіка
  - «У горах» (1960);
  - «Гайдамаки» (1961);
  - «Перебендя» (1964);
- серії кольорових ліногравюр
  - «До 100-річчя від дня народження Володимира Леніна» (1969);
  - «Карпати» (1984)
- серія офортів «Карпати» (1982);
- плакати
  - «150 років від дня народження Тараса Шевченка» (1964);
  - «25 років возз'єднання в сім'ї єдиній УРСР. 1939—1964» (1964);
  - «Виставка творів Ярослави Музики» (1969);
  - «Леся Українка» (1970);
- ілюстрації до книг:
  - «Українські народні казки» (1970, Львів);
  - «Вибрані твори» Михайла Коцюбинського (1983, Львів);
- літографії
  - «Григорій Сковорода» (1973);
  - «Універсали Богдана Хмельницького» (1978);
  - «Тарас Шевченко» (1979);
- портрети
  - «Василь Стефаник» (1981);
  - «Микола Федюк» (1984);
  - «М. Петренко»;
  - «В. Лучук»;
  - «Богдан Ступка»;
  - «Є. Дзиндра»;
  - «Б. Возницький»;
- живопис — серія «Карпати» (1990—1995).

Автор екслібрисів та мистецтвознавчих статей.
Брав участь у виставках з 1959 року, всеукраїнських і всесоюзних — з 1960 року. Персональна виставка відбулася у Львові у 1985 році.
Роботи художника зберігаються у Національному художньому музеї України у Києві, Національному музеї у Львові, Харківському художньому музеї.

## У мистецтві
Портрети художника виконали Еммануїл Мисько (1962, дерево) та Зеновій Кецало (1978, акварель; 1981—1982, офорт).

## Нагороди
Нагороджений:
- орденами Слави ІІІ ступеня (23 березня 1944), Червоної Зірки (10 травня 1944), Вітчизняної війни І ступеня (6 квітня 1985);
- медаллю «За відвагу» (19 січня 1944)[2];
- Почесною грамотою Президії Верховної Ради УРСР[3].